# Yvette Mimieux
Yvette Carmen Mimieux, född 8 januari 1942 i Los Angeles, död 17 januari 2022 i Los Angeles, var en amerikansk skådespelare och manusförfattare.

## Biografi
Yvette Mimieux slog igenom 1960 i ungdomsfilmen Här var'e pojkar och i rollen som Weena i H.G. Wells-filmatiseringen Tidsmaskinen. Hon kom senare att skriva manus till två TV-filmer. Hennes sista framträdande på film var TV-filmatiseringen av Jackie Collins Lady Boss 1992. Hon var också en framgångsrik affärskvinna i fastighetsbranschen.
Mimieux var gift med Stanley Donen 1972–1985. Hon gifte om sig 1986 med Howard F. Ruby.

## Filmografi i urval
- 1992 – Lady Boss
- 1990 – Perry Mason: The Case of the Desperate Deception
- 1983 – Hjärntvätt
- 1979 – Det svarta hålet
- 1975 – Journey into Fear
- 1972 – Flygplan kapas
- 1968 – Dark in the Sun
- 1968 – På högsta våningen
- 1963 – Diamond Head
- 1962 – Ung kärlek i Florens
- 1962 – De fyra ryttarna
- 1962 – Bröderna Grimms underbara värld
- 1960 – Här var'e pojkar
- 1960 – Tidmaskinen